# Ісаїя
Ісаїя (рум. Isaiia) — село у повіті Ясси в Румунії. Входить до складу комуни Редукенень.
Село розташоване на відстані 314 км на північний схід від Бухареста, 40 км на південний схід від Ясс.

## Населення
За даними перепису населення 2002 року у селі проживали 352 особи, усі — румуни. Усі жителі села рідною мовою назвали румунську.